# Parafodina aldabrana
Parafodina aldabrana là một loài bướm đêm trong họ Noctuidae.